# Stanište
Stanište ili habitat (stojbina, životni okoliš) je jedinstvena funkcionalna jedinica ekološkog sustava, određena zemljopisnim, biotičkim i abiotičkim svojstvima; sva staništa iste vrste čine jedan stanišni tip.
To je životni prostor koji obuhvaća klimatske i biotske faktore, te tlo i reljef.
Svaki organizam živi u određenom tipu životnog staništa, npr. u jezeru, rijeci ili pustinji i tu ga je lako pronaći.
Ekološka niša, međutim podrazumijeva ne samo fizički prostor u kome živi neki organizam, već i njegovu funkcionalnu ulogu u životnoj zajednici (npr. vrstu prehrane), kao i položaj koji zauzima u odnosu na ekološke faktore. Ekološka niša govori o ulozi jedne vrste u ekosustavu. Često se govori da neka vrsta zauzima određenu ekološku nišu, što zapravo znači da se ona razlikuje od druge vrste u pogledu npr. načina prehrane, perioda aktivnosti, korištenja različitih skloništa i dr. 
Svako životno stanište naseljeno je određenom kombinacijom biljnih i životinjskih vrsta – životnom zajednicom (biocenozom). 
Životna zajednica i stanište ne mogu postojati odvojeno, već su povezane u cjelinu u kojoj je biocenoza biotička, a biotop abiotička komponenta. Životnu zajednicu odlikuje, prije svega, određena struktura koju sačinjavaju odgovarajuće ekološke niše, sastav vrsta i dr.